# Swissair
Swissair fue la aerolínea nacional suiza entre su fundación en 1931 y su quiebra en 2002. 
El gobierno decidió apostar entonces por Crossair para salvar los empleos vinculados al sector aéreo en Suiza (aprox. 170.000 empleos directos e indirectos). Nace entonces Swiss International Air Lines, actualmente en manos de Lufthansa Group. 

## Historia

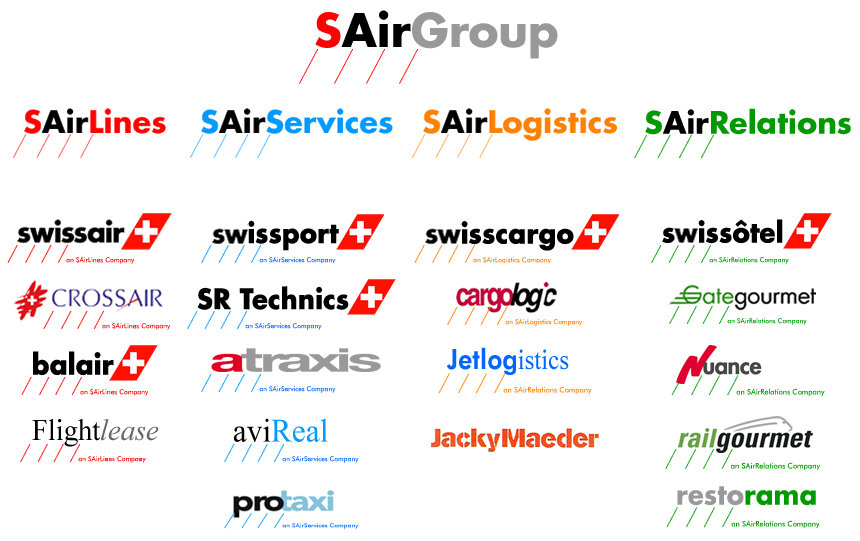
El SAirGroup

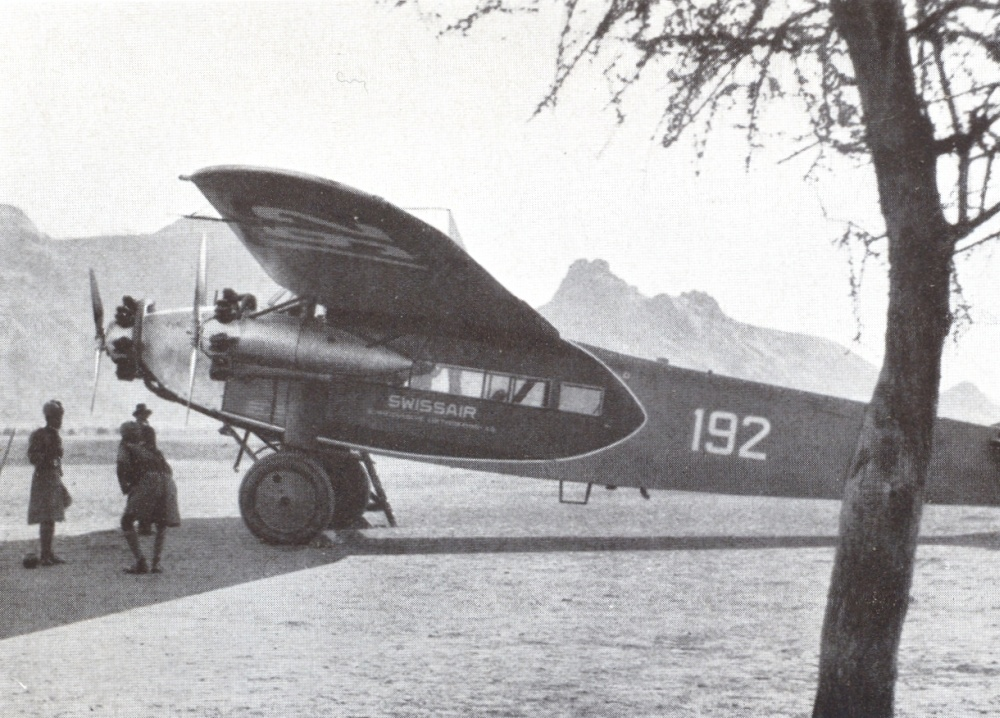
Fokker F.VII de Swissair en Kasala, Sudán angloegipcio (1934)

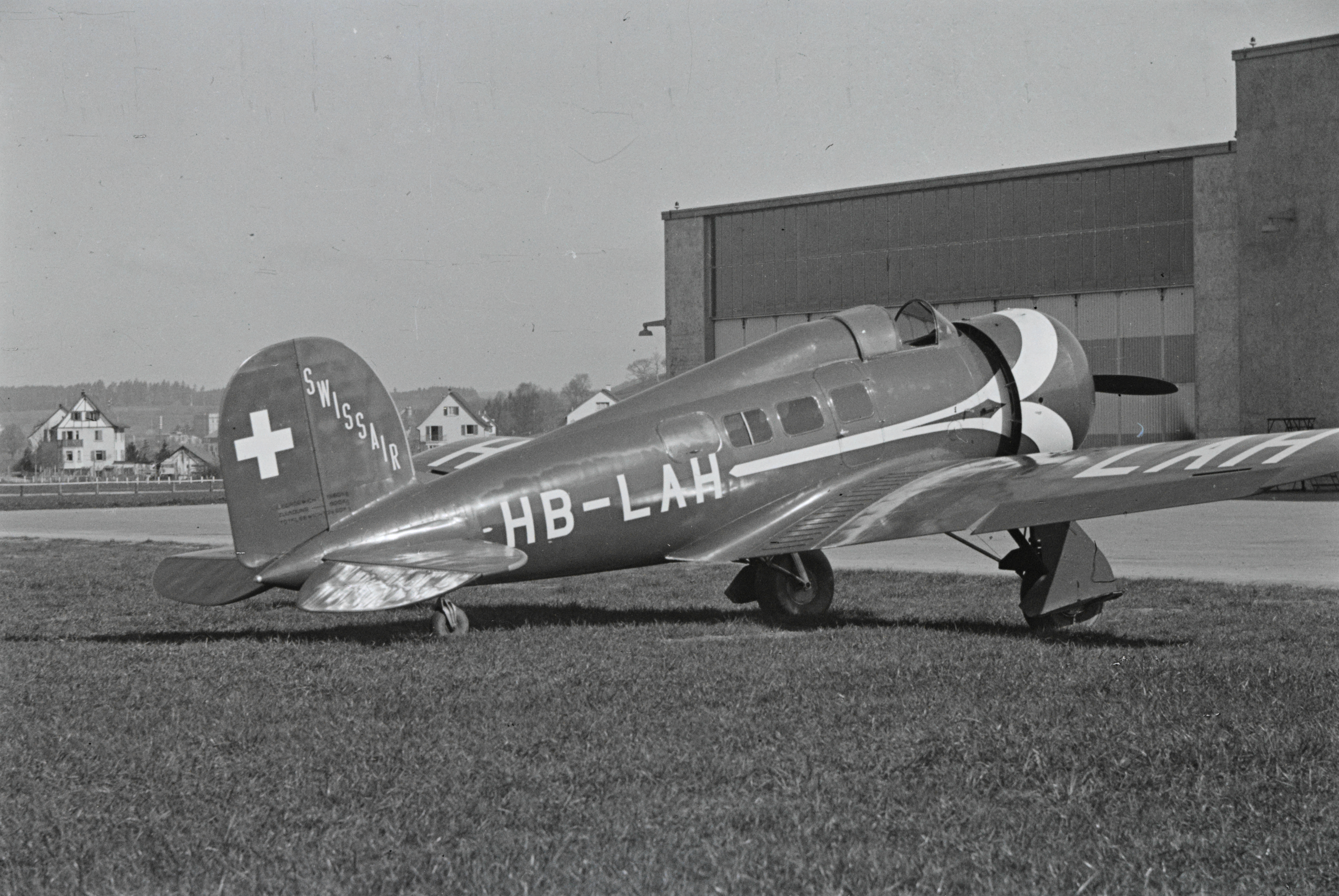
Lockheed Model 9 Orion de Swissair en Dübendorf (1935)

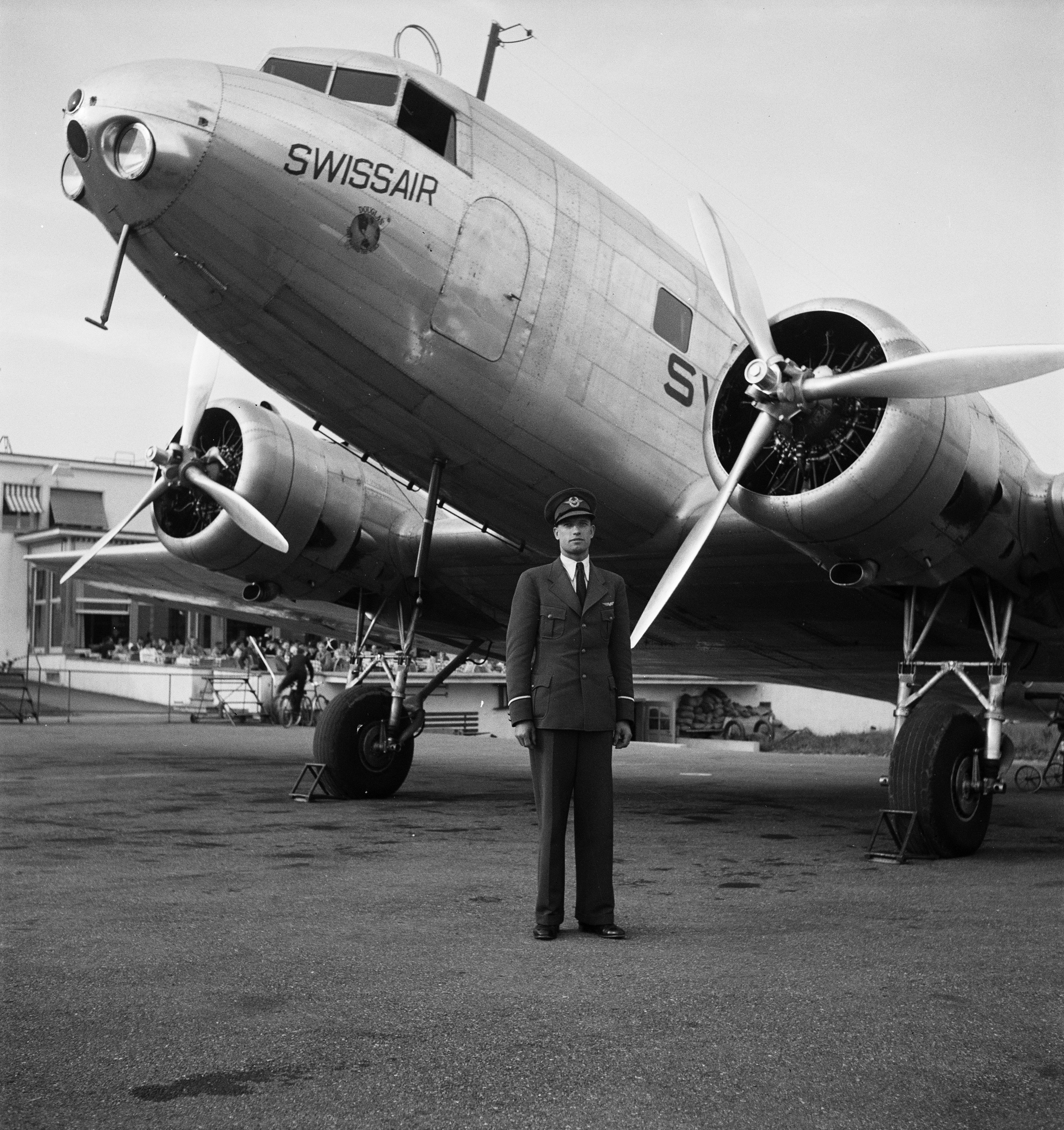
Douglas DC-2 y piloto de Swissair en Dübendorf (1935-39)

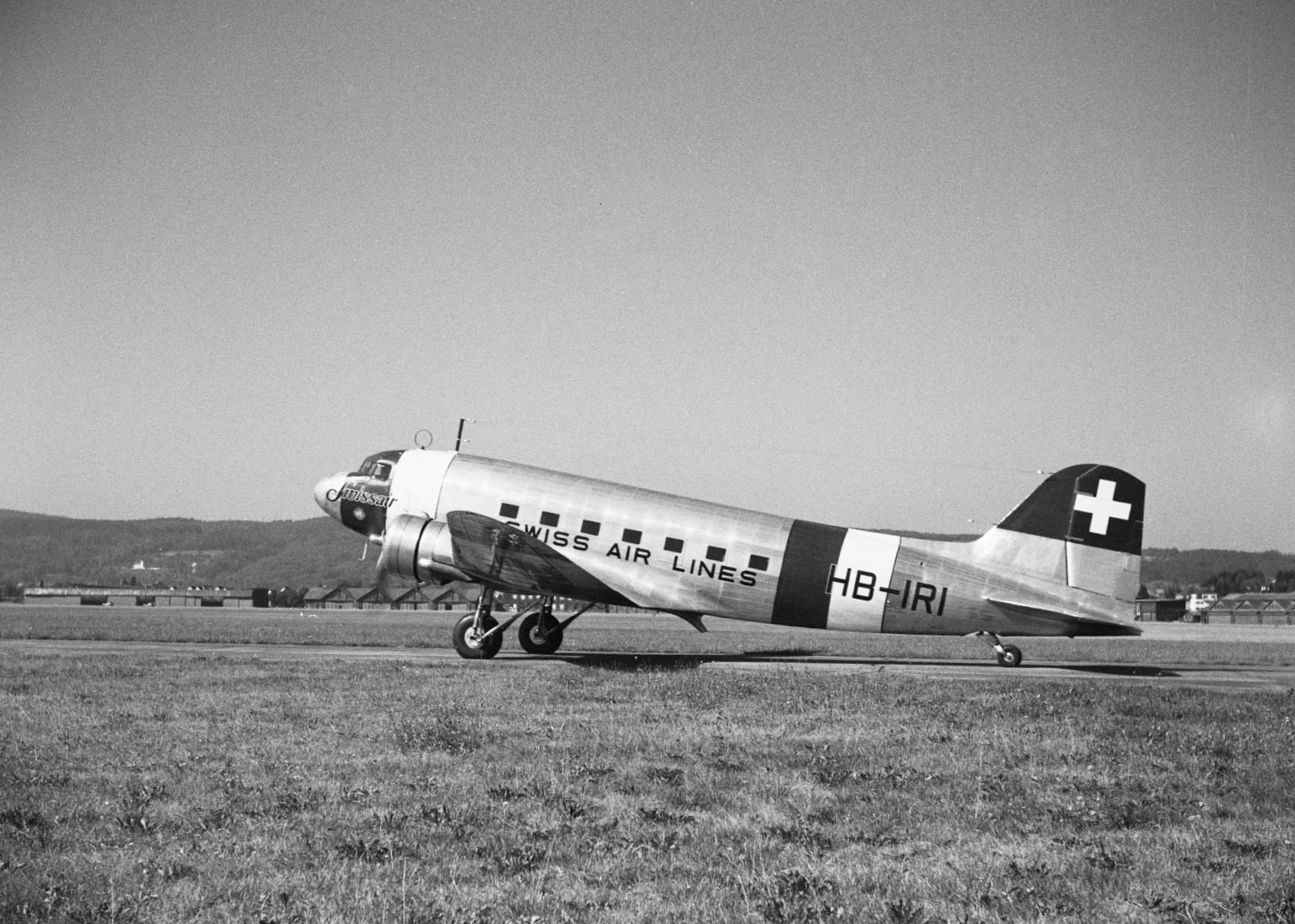
Douglas DC-3 de Swissair pintado con colores de avión neutral durante la Segunda Guerra Mundial (1939-45)

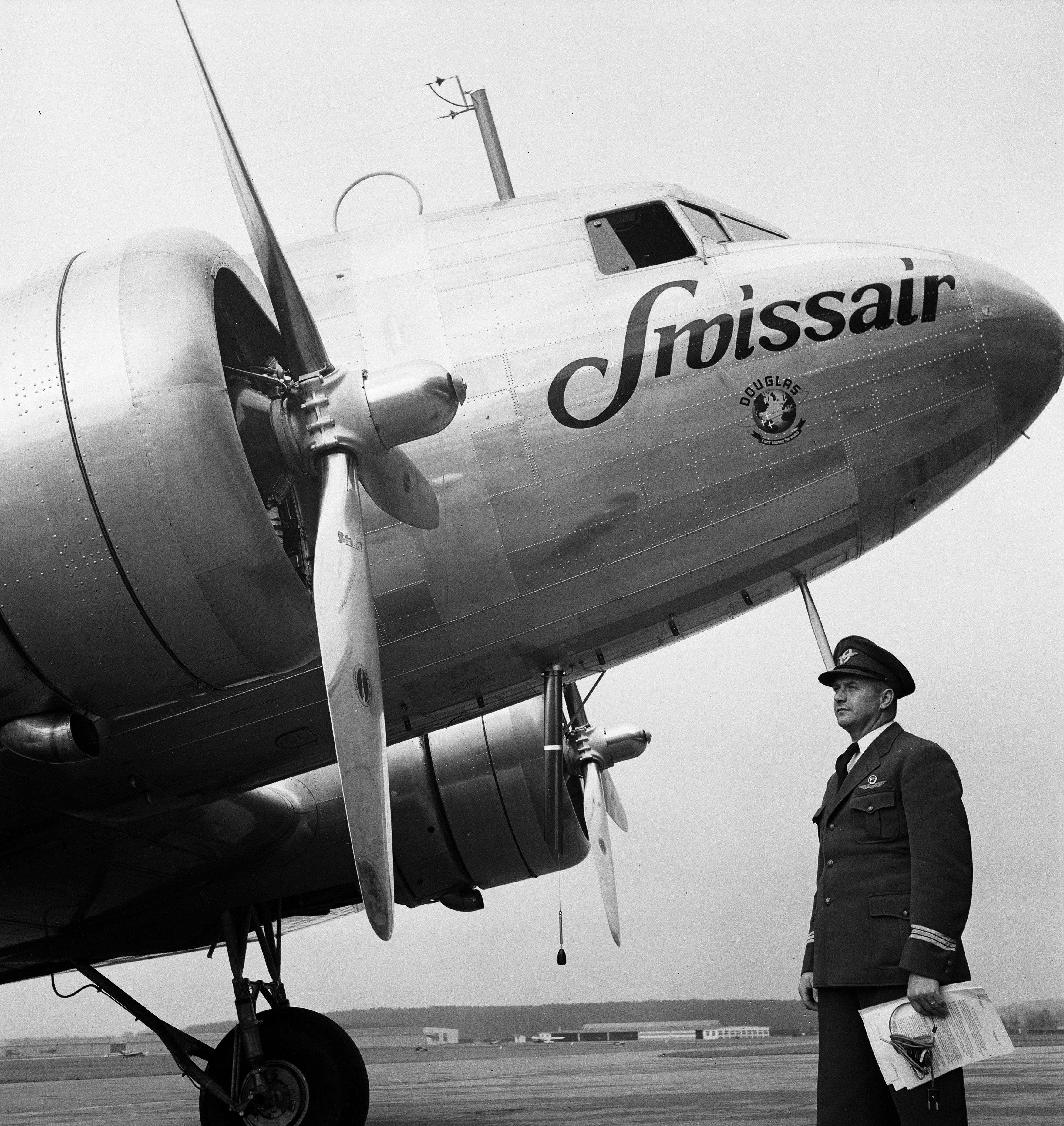
Douglas DC-3 y piloto de Swissair en Dübendorf (1939)

El 26 de marzo de 1931 se fusionan Balair y Ad Astra Aero para formar la nueva compañía aérea suiza, Swissair. En abril de 1932, Swissair se convierte en la primera compañía europea en utilizar aviones tipo Lockheed Model 9 Orion. En 1939 la navegación aérea se detiene debido al comienzo de la Segunda Guerra Mundial.  

### La subida

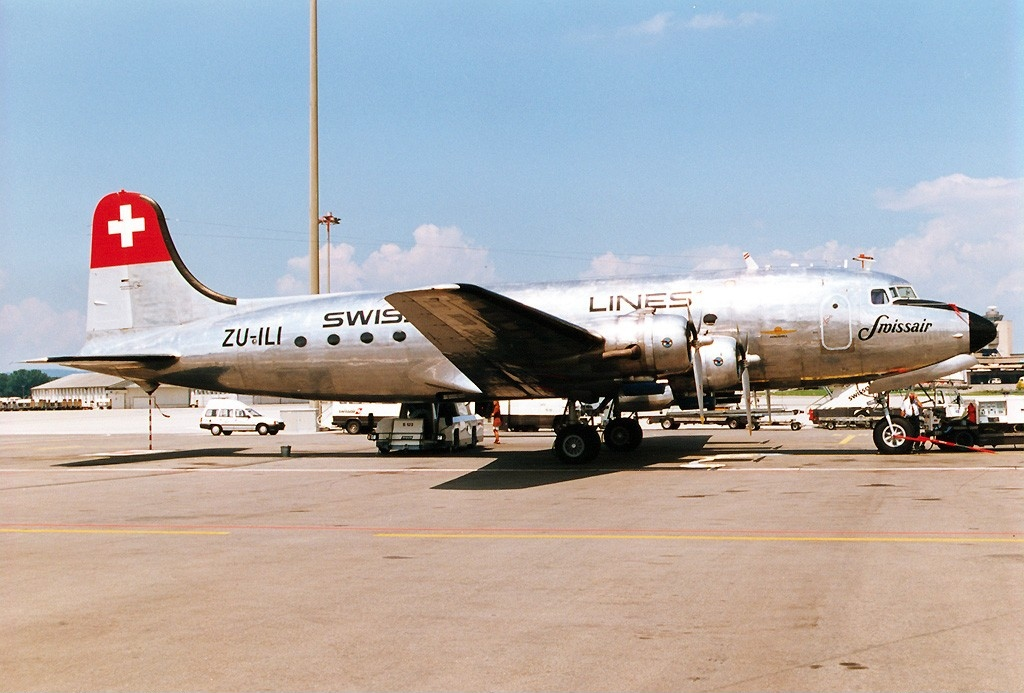
Douglas DC-4 de Swissair arrendado para vuelos turísticos "50 years of Trans-Atlantic service" (1997)

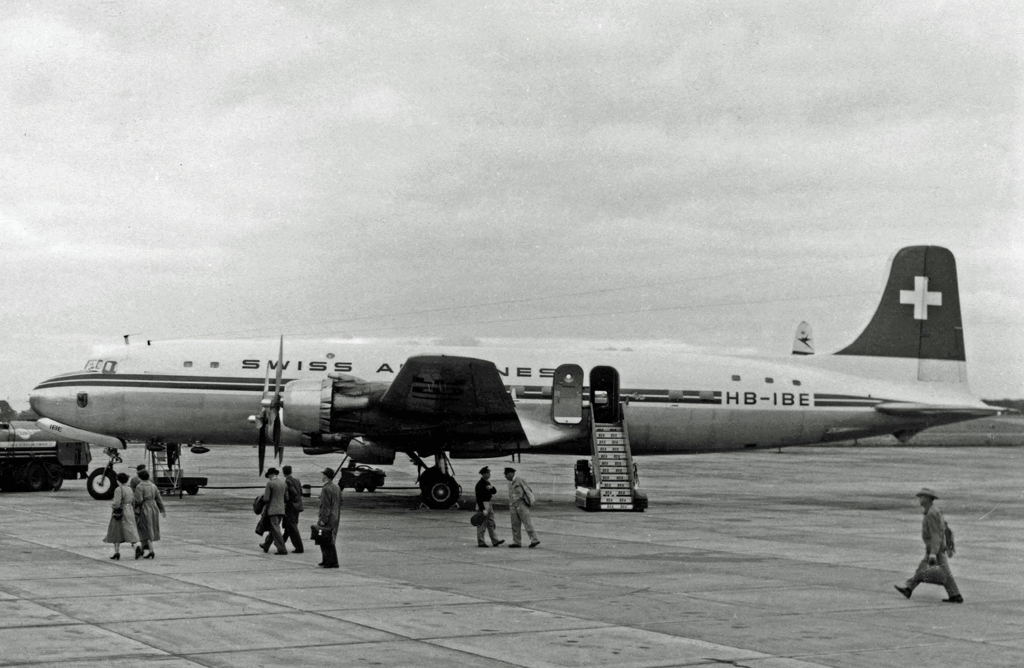
Douglas DC-6 de Swissair en el aeropuerto de Mánchester (1954)

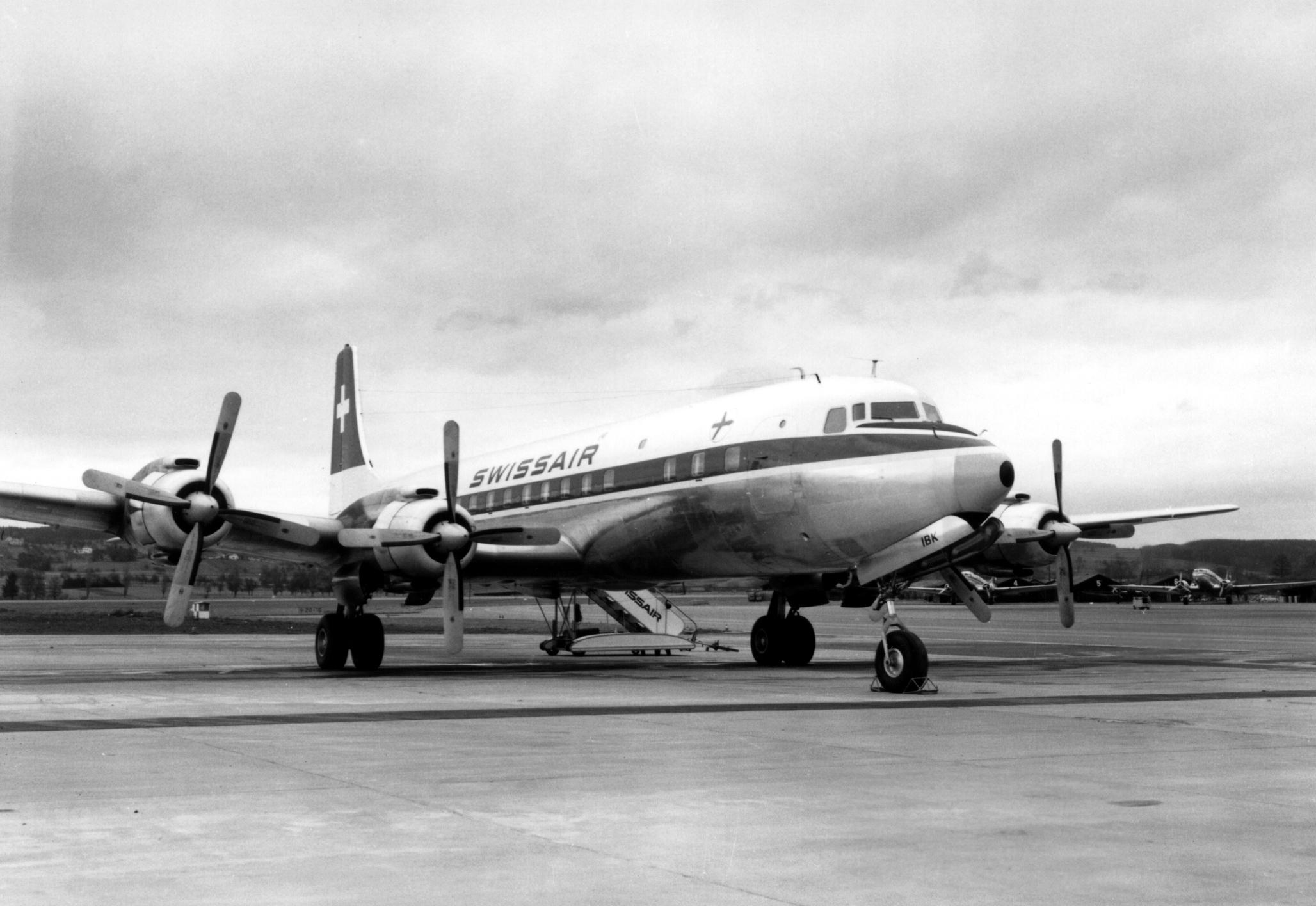
Douglas DC-7 de Swissair (1961)

En febrero de 1947 Swissair volvía a despegar, los años de guerra habían terminado. Su capital y acciones fueron aumentados hasta alcanzar un monto de 20 millones de francos suizos, de manera que los vuelos de larga distancia hacia Nueva York, África del Sur o América del Sur, eran ahora igualmente posibles. La Confederación Helvética, que retenía el 30,6% del capital en aquella época decide dar un crédito de 15 millones de francos suizos a la compañía, para comprar dos nuevos aviones Douglas DC-6.  
En 1958, Swissair concluye un primer pacto de cooperación con la compañía escandinava SAS. Las dos aliadas compraron dos aviones comunes (que servían a las dos compañías) tipo Douglas DC-8 y algunas Caravelles a reacción para las rutas de grandes distancias.
Luego de largos años de navegación aérea, en 1979, Swissair consigue su primer jumbo, un Boeing 747-200. Al año siguiente la compañía adquiere los primeros aparatos tipo McDonnell Douglas DC-10 que marcarían la imagen de la flota de larga distancia de Swissair en los años noventa. 
En la década siguiente llegaría una gran modificación en la aeronáutica mundial, la aparición de la Business Class, que fue introducida por la compañía en 1983.

### El banco volador
El transporte aéreo, que había sido arreglado y dirigido a nivel nacional, se desarrolla a grandes pasos a partir de los años 1960, lo que permitió el aumento de las ganancias de las compañías aéreas. Swissair aprovechó fuertemente este período de bonanza, lo que le valió la fama de ser una excelente aerolínea con muchas posibilidades de expansión (gracias a la neutralidad de Suiza), fue así como aparecieron nuevos destinos exóticos hacia África y Oriente próximo, rutas de mayor valor comercial y justamente en plena expansión. 
La liberalización del tránsito aéreo comienza en los años 1980 en los Estados Unidos y, más tarde, en Europa. Esto influyó en que los costes de las aerolíneas aumentaran significativamente. En 1978, Swissair veía cómo la nueva compañía nacional Crossair aparecía en el mercado de vuelos de cabotaje en Suiza, y le quitaba una tajada de este mercado. Swissair invirtió enseguida sus reservas líquidas y diversificó poco a poco (con éxito) sus actividades comerciales a otras tales como la administración aeroportuaria, el cáterin y el mantenimiento de aviones. La ventaja de esta estrategia estaba en la diversificación de las actividades y en la reducción del riesgo de volatilidad en el negocio de la navegación aérea; la gran desventaja era el reparto de la fuerza de la compañía en varios sectores y la negligencia del comercio principal de la aviación propiamente dicha. Swissair recibe entonces, a finales de los años ochenta, el apodo de «Banco Flotante», debido a la elevada liquidez de la compañía. A través de este apodo se sugería que la compañía se ocupaba más del crecimiento de su capital que en el transporte aéreo. 
Algunas voces importantes (economistas y políticos suizos) dicen que la compañía se encontraba quizás en crisis a finales de los años ochenta, aunque aseguran que probablemente en los noventa, en los que las demás actividades de administración y demás subvencionaban y escondían la realidad de la filial principal, el negocio de la aviación.

### Proceso de concentración
En vista del anuncio de la liberación del tráfico aéreo europeo en 1989, Swissair refuerza sus lazos con las compañías con las que tenía pactos, es así como es renovado el pacto con la SAS y son creados pactos de cooperación con Delta Airlines y Singapore Airlines.
En 1990 muchas aerolíneas quiebran debido a la baja coyuntura por la crisis del Golfo, los altos precios del petróleo por una parte y las compañías aéreas por la otra luchando con los precios y generando pérdidas a sus propietarios. Swissair tuvo ese año pérdidas por 99 millones de francos suizos, a pesar de las subvenciones recibidas por sus filiales en el primer semestre del año. Por tercera vez en su historia (en 1951 y 1961), Swissair no pudo pagar dividendos a sus accionistas. En 1991 y 1992, las reservas de la compañía fueron disueltas para compensar las pérdidas del negocio aéreo.
A partir del 1 de enero de 1991, cuando el transporte aéreo en Europa fue finalmente liberalizado, comenzó una agresiva lucha de precios sobre la base de la capacidad adquirida por las aerolíneas en la década anterior. En 1992, Suiza rechaza por referéndum su entrada en el Espacio Económico Europeo (EEE). Esta votación implicó un desafío y una desventaja para Swissair con respecto a la competencia extranjera de los países miembros de la EEE, pues algunas de las políticas de la EEE, no permitían que los pasajeros hicieran escala en un país no miembro (si este se dirigía de un país EEE a otro EEE) además de tener restricciones para entrar en aquellos países. 
En 1993 fue propuesta una fusión entre Swissair, KLM, SAS, Austrian Airlines. El proyecto llamado Alcázar (ALone CArriers Zigzag At Random) fracasó debido a la resistencia de los grupos nacionales de los diferentes países. En Suiza por ejemplo se decía que Swissair valía más que las demás compañías, aunque no se miró que la empresa tenía las peores perspectivas de crecimiento.

### Colapso
En los años 1990 Swissair inició un programa de gran expansión conocido como la "estrategia del cazador" (Hunter Strategy) en el cual apuntó a crecer con la compra y alianzas de y con aerolíneas pequeñas. Es así como adquiere el 49,5% de Sabena, la aerolínea nacional belga. También compró otras dos aerolíneas francesas de menor importancia, Air Liberté y AOM. 
La estrategia del cazador, sin embargo, se volvió demasiado costosa ya que la compañía hacía frente a una crisis de flujo de dinero, Swissair se declaró grounded (en quiebra) el 2 de octubre de 2001. El UBS AG, el banco más grande de Suiza y uno de los más grandes del mundo, fue culpado por muchos al rechazar la extensión de la línea de crédito de Swissair, y las protestas, el día después en que la compañía se viniera a tierra, llevaba el nombre de "Bin Ospel". 
Cuando los vuelos recomenzaron, los capitanes tenían que llevar grandes sumas de dinero en efectivo para garantizar la obligación de las compras de combustible en los aeropuertos extranjeros. Finalmente, el 31 de marzo de 2002, y ante el cese de los vuelos de Swissair, Crossair asumió el papel de compañía nacional y las operaciones internacionales (antes era regional en Europa).

#### Hunter Strategy
La Hunter Strategy preveía notablemente la expansión de la compañía mediante la compra de otras aerolíneas, aparte de la compra de la aerolínea belga Sabena y de las francesas AL y AOM, Swissair compró cierto porcentaje de acciones en otras aerolíneas: 34% de la compañía italiana Volare Airlines (5.000 millones de ITL), 49% de la compañía francesa Air Litoral (132 millones de FRF), 49,9% de Air Europe (indirectamente, por 150 millones de CHF), 49,9 % del grupo LTU (1.098 millones de DEM), 20% de South African Airways (230 millones de USD), 37,6% de LOT Polish Airlines (183 millones de USD). Estas inversiones constituyeron el factor que hizo que la Swissair tuviera que declararse en quiebra, pues no sólo fueron las cuantiosas inversiones iniciales las que hicieron que la compañía tuviera un gran hueco fiscal, sino también las recapitalizaciones que cada una de las empresas demandaba y para las cuales Swissair debía responder para poder guardar su porcentaje, que en casi todas era mayoritario.

#### Factores del colapso
Como otras aerolíneas, las operaciones y los beneficios de Swissair fueron interrumpidos luego de los ataques del 11 de septiembre de 2001 en Estados Unidos. Sin embargo, varios políticos fueron directores de Swissair, lo que los comentaristas han señalado como fundamental en la bancarrota de Swissair, debido al conflicto de intereses. También se han planteado preguntas del manejo de la ayuda federal dada y sobre los políticos implicados en el asunto.[cita requerida]

## Antiguos destinos
Esta es una lista de los destinos que operaba Swissair antes de su cese en 2002:
| Países                 | Destinos       | Aeropuertos                                                     |
| África                 | África         | África                                                          |
| ---------------------- | -------------- | --------------------------------------------------------------- |
| Camerún                | Duala          | Aeropuerto Internacional de Duala                               |
| Camerún                | Yaundé         | Aeropuerto Internacional de Yaundé Nsimalen                     |
| Egipto                 | El Cairo       | Aeropuerto Internacional de El Cairo                            |
| Gabón                  | Libreville     | Aeropuerto Internacional de Libreville-Leon M'ba                |
| Ghana                  | Acra           | Aeropuerto Internacional de Kotoka                              |
| Guinea Ecuatorial      | Malabo         | Aeropuerto de Malabo-Santa Isabel                               |
| Kenia                  | Nairobi        | Aeropuerto Internacional Jomo Kenyatta                          |
| Libia                  | Bengasi        | Aeropuerto Internacional de Benina                              |
| Libia                  | Trípoli        | Aeropuerto Internacional de Trípoli                             |
| Nigeria                | Lagos          | Aeropuerto Internacional Murtala Muhammed                       |
| Sudáfrica              | Johannesburgo  | Aeropuerto Internacional de Johannesburgo-Oliver Reginald Tambo |
| Tanzania               | Dar es-Salam   | Aeropuerto Internacional Julius Nyerere                         |
| América                |                |                                                                 |
| Argentina              | Buenos Aires   | Aeropuerto Internacional Ministro Pistarini                     |
| Brasil                 | Río de Janeiro | Aeropuerto Internacional de Galeão                              |
| Brasil                 | São Paulo      | Aeropuerto Internacional de São Paulo-Guarulhos                 |
| Canadá                 | Montreal       | Aeropuerto Internacional Pierre Elliott Trudeau                 |
| Estados Unidos         | Boston         | Aeropuerto Internacional Logan                                  |
| Estados Unidos         | Chicago        | Aeropuerto Internacional O'Hare                                 |
| Estados Unidos         | Los Ángeles    | Aeropuerto Internacional de Los Ángeles                         |
| Estados Unidos         | Newark         | Aeropuerto Internacional Libertad de Newark                     |
| Estados Unidos         | Nueva York     | Aeropuerto Internacional John F. Kennedy                        |
| Estados Unidos         | Miami          | Aeropuerto Internacional de Miami                               |
| Estados Unidos         | Washington     | Aeropuerto Internacional de Washington-Dulles                   |
| Asia                   |                |                                                                 |
| Arabia Saudita         | Riad           | Aeropuerto Internacional Rey Khalid                             |
| Arabia Saudita         | Yeda           | Aeropuerto Internacional Rey Abdulaziz                          |
| China                  | Pekín          | Aeropuerto Internacional de Pekín-Capital                       |
| Emiratos Árabes Unidos | Abu Dabi       | Aeropuerto Internacional Zayed                                  |
| Emiratos Árabes Unidos | Dubái          | Aeropuerto Internacional de Dubái                               |
| Filipinas              | Manila         | Aeropuerto Internacional Ninoy Aquino                           |
| India                  | Bombay         | Aeropuerto Internacional Chhatrapati Shivaji                    |
| India                  | Delhi          | Aeropuerto Internacional Indira Gandhi                          |
| Omán                   | Mascate        | Aeropuerto Internacional de Mascate                             |
| Pakistán               | Karachi        | Aeropuerto Internacional Jinnah                                 |
| Singapur               | Singapur       | Aeropuerto Internacional de Singapur                            |
| Tailandia              | Bangkok        | Aeropuerto Internacional Don Mueang                             |
| Europa                 |                |                                                                 |
| Austria                | Viena          | Aeropuerto de Viena-Schwechat                                   |
| España                 | Barcelona      | Aeropuerto de Barcelona-El Prat                                 |
| España                 | Madrid         | Aeropuerto de Madrid-Barajas                                    |
| España                 | Málaga         | Aeropuerto de Málaga-Costa del Sol                              |
| Francia                | Niza           | Aeropuerto Internacional de Niza-Costa Azul                     |
| Francia                | París          | Aeropuerto de París-Charles de Gaulle                           |
| Grecia                 | Atenas         | Aeropuerto Internacional Eleftherios Venizelos                  |
| Italia                 | Roma           | Aeropuerto de Roma-Fiumicino                                    |
| Noruega                | Oslo           | Aeropuerto de Oslo-Gardermoen                                   |
| Polonia                | Varsovia       | Aeropuerto de Varsovia-Chopin                                   |
| Portugal               | Lisboa         | Aeropuerto de Lisboa                                            |
| Portugal               | Oporto         | Aeropuerto de Oporto-Francisco Sá Carneiro                      |
| Reino Unido            | Londres        | Aeropuerto de Londres-Heathrow                                  |
| República Checa        | Praga          | Aeropuerto de Praga                                             |
| Rumania                | Bucarest       | Aeropuerto Internacional de Bucarest-Henri Coandă               |
| Rusia                  | Moscú          | Aeropuerto Internacional de Moscú-Domodédovo                    |
| Serbia (hoy Kosovo)    | Pristina       | Aeropuerto Internacional de Pristina                            |
| Suiza                  | Ginebra        | Aeropuerto Internacional de Ginebra (HUB)                       |
| Suiza                  | Zúrich         | Aeropuerto Internacional de Zúrich (HUB)                        |
| Turquía                | Estambul       | Aeropuerto Internacional Atatürk                                |
| Ucrania                | Kiev           | Aeropuerto Internacional de Kiev-Zhuliany                       |

## Flota histórica
Swissair operó las siguientes aeronaves durante su existencia:
| Aeronaves                        | Total | Introducido | Retirado    | Matrículas |
| -------------------------------- | ----- | ----------- | ----------- | --- |
| Airbus A310                      | 11    | 1983        | 1999        | HB-IPE, HB-IPC, HB-IPA, HB-IPB, HB-IPD, HB-IPF, HB-IPG, HB-IPH, HB-IPI, HB-IPK y HB-IPN |
| Airbus A319                      | 9     | 1996        | 2002        | HB-IPV, HB-IPW, HB-IPX, HB-IPY, HB-IPZ, HB-IPU, HB-IPT, HB-IPS y HB-IPR |
| Airbus A320-200                  | 20    | 1995        | 2002        | HB-IJA, HB-IJB, HB-IJC, HB-IJD, HB-IJE, HB-IJF, HB-IJG, HB-IJH, HB-IJI, HB-IJJ, HB-IJK, HB-IJL, HB-IJM, HB-IJN, HB-IJO, HB-IJP, HB-IJQ, HB-IJR, HB-IJS y HB-IJT |
| Airbus A321-100                  | 10    | 1995        | 2002        | HB-IOA, HB-IOB, HB-IOC, HB-IOD, HB-IOE, HB-IOF, HB-IOG, HB-IOH, HB-IOI, HB-IOJ, HB-IOK y HB-IOL |
| Airbus A330-200                  | 16    | 1998        | 2002        | HB-IQA, HB-IQB, HB-IQC, HB-IQD, HB-IQE, HB-IQF, HB-IQG, HB-IQH, HB-IQI, HB-IQJ, HB-IQK, HB-IQL, HB-IQM, HB-IQN, HB-IQO y HB-IQP |
| BAC 1-11                         | 3     | 1967        | 1970        | G-ATPK, G-ATVH y G-AWYS |
| B.F.W. M-18                      | 1     | 1931        | 1938        | HB-IME |
| Boeing 747-200                   | 2     | 1971        | 1984        | HB-IGB y HB-IGA |
| Boeing 747-300                   | 5     | 1983        | 2000        | HB-IGC, HB-IGD, N221GE (rrg. HB-IGE), N221GF (rrg. HB-IGF) y HB-IGG |
| British Aerospace 146-300        | 1     | 2000        | 2001        | G-BPNT |
| Comte AC-4                       | 1     | 1931        | 1947        | HB-IKO |
| Convair 880                      | 2     | 1961        | 1962        | HB-ICM y HB-ICL |
| Convair 990                      | 8     | 1962        | 1975        | HB-ICF, HB-ICA, HB-ICB, HB-ICC, HB-ICE y HB-ICH |
| Convair CV-240                   | 8     | 1949        | 1957        | HB-IRW, HB-IRY, HB-IRP, HB-IRZ, HB-IRS, HB-IRT, HB-IRV y HB-IMA |
| Convair CV-440                   | 12    | 1956        | 1968        | HB-IMB, HB-IMC, HB-IMD, HB-IMG, HB-IMH, HB-IMK, HB-IML, HB-IMM, HB-IMN, HB-IMP y HB-IMR |
| Curtiss AT-32C Condor            | 1     | 1934        | 1934        | HB-LAP |
| De Havilland DH.89 Dragon Rapide | 3     | 1937        | 1954        | HB-APA, HB-APE y HB-APU |
| De Havilland DH.98 Mosquito      | 1     | 1945        | 1945        | HB-IMO |
| Dornier Merkur                   | 2     | 1931        | 1931        | CH-142 y CH-171 |
| Douglas DC-2                     | 6     | 1934        | 1952        | HB-ISA, HB-ITI, HB-ITE, HB-ITA, HB-ISI y HB-ITO |
| Douglas DC-3                     | 16    | 1937        | 1969        | HB-IRA, HB-IRI, HB-IRO, HB-IRE, HB-IRU, HB-IRH, HB-IRK, HB-IRG, HB-IRD, HB-IRX, HB-IRL, HB-IRF, HB-IRN, HB-IRM, HB-IRB y HB-IRC |
| Douglas DC-4                     | 6     | 1947        | 1961 (1997) | HB-ILI, HB-ILO, HB-ILE, HB-ILA, HB-ILU y HB-ILI |
| Douglas DC-6                     | 8     | 1951        | 1962        | HB-IBA, HB-IBE, HB-IBC, HB-IBI, HB-IBO, HB-IBU, HB-IBZ y HB-IBB |
| Douglas DC-7                     | 5     | 1956        | 1961        | HB-IBK, HB-IBL, HB-IBM, HB-IBN y HB-IBP |
| Douglas DC-8                     | 15    | 1960        | 1984        | HB-IDL, LN-MOG, HB-IDK, HB-IDI, HB-IDZ, HB-IDH, HB-IDG, HB-IDF, HB-IDE, LN-MOH, SE-DBD, HB-IDD, HB-IDC, HB-IDB y HB-IDA |
| Fieseler Fi 156                  | 1     | 1948        | 1950        | HB-IKA |
| Fokker F27 Friendship            | 3     | 1965        | 1972        | HB-AAV, HB-AAW y HB-AAX |
| Fokker 100                       | 10    | 1988        | 1996        | HB-IVA, HB-IVB, HB-IVC, HB-IVD, HB-IVE, HB-IVF, HB-IVG, HB-IVH, HB-IVI y HB-IVK |
| Fokker F.VII                     | 8     | 1931        | 1950        | HB-LBO, HB-LBQ, HB-LBR, HB-LBS, HB-LAN, HB-LAO, HB-LAK, CH-192 y CH-193 |
| General Aviation GA-43           | 2     | 1934        | 1936        | HB-LAM y HB-ITU |
| Junkers Ju 86                    | 2     | 1936        | 1939        | HB-IXE (rrg. HB-IXA) y HB-IXI |
| Lockheed Model 9 Orion           | 2     | 1932        | 1935        | HB-LAH y HB-LAJ |
| McDonnell Douglas DC-9           | 44    | 1966        | 1988        | HB-IFA, HB-IFB, HB-IFC, HB-IFD, HB-IFE, HB-IFF, HB-IFG, HB-IFH, HB-IFI, HB-IFK, HB-IFL, HB-IFM, HB-IFN, HB-IFO, HB-IFP, HB-IFR, HB-IFS, HB-IDW, HB-IDV, HB-IDX, HB-IFX, HB-IFY, HB-IFT, HB-IFU, HB-IFV, HB-IFW, HB-IDY, HB-IDN, HB-IFZ, HB-IDO, HB-IDP, HB-IDR, HB-ISK, HB-ISL, HB-ISM, HB-ISN, HB-ISO, HB-ISP, HB-ISR, HB-ISS, HB-IST, HB-ISU, HB-ISV y HB-ISW |
| McDonnell Douglas DC-10          | 14    | 1972        | 1992        | HB-IHA, HB-IHB, HB-IHC, HB-IHD, HB-IHE, HB-IHF, HB-IHG, HB-IHH, HB-IHL, HB-IHM, HB-IHP, HB-IHI, HB-IHN y HB-IHO |
| McDonnell Douglas MD-11          | 20    | 1991        | 2002        | HB-IWA, HB-IWB, HB-IWC, HB-IWD, HB-IWE, HB-IWG, HB-IWH, HB-IWI, HB-IWK, HB-IWL, HB-IWM, HB-IWR, HB-IWS, HB-IWT, HB-IWU, HB-IWN, HB-IWO, HB-IWQ y HB-IWP |
| McDonnell Douglas MD-81          | 13    | 1980        | 1998        | HB-INY, HB-INX, HB-INC, HB-IND, HB-INE, HB-INF, HB-ING, HB-INH, HB-INI, HB-INK, HB-INL, HB-INM y HB-INN |
| McDonnell Douglas MD-82          | 9     | 1981        | 1997        | HB-INO, HB-INP, HB-INA, HB-INB, PH-MBZ, HB-INR, HB-INS, HB-INT y HB-INU |
| McDonnell Douglas MD-83          | 7     | 1987        | 1997        | HB-INV, HB-IUK, HB-IUL, HB-INZ, HB-ISX, HB-IUG y HB-IUH |
| Nord 1000 Pingouin I             | 1     | 1938        | 1953        | HB-IKI |
| Scottish Aviation Twin Pioneer   | 1     | 1957        | 1957        | G-AOEO |
| Sud Aviation Caravelle           | 9     | 1960        | 1971        | HB-ICW, HB-ICX, HB-ICY, HB-ICZ, HB-ICR, HB-ICS, HB-ICT, HB-ICU y HB-ICV |

## Accidentes e incidentes
- El 19 de junio de 1954, un Convair CV-240 se derrumba debido a la falta de combustible en el canal de la Mancha, cerca de Folkestone. Los tres miembros del equipo sobreviven, pero tres de los cinco pasajeros mueren porque no sabían nadar. En aquella época, los aviones de pasajeros no estaban obligados a llevar ni chalecos ni botes salvavidas.
- El 16 de julio de 1956, un Convair CV-440 se estrella durante un vuelo de San Diego, (Estados Unidos) a Zúrich, vía Nueva York, Gander y Shannon. En su acercamiento a Shannon, los pilotos ejecutaron un viraje anormal, haciendo que el avión entrara en pérdida e impactara con la tierra. Los cuatro miembros de la tripulación fallecieron.
- El 18 de junio de 1957, un Douglas DC-3 se estrella durante un ejercicio de vuelo conducido bajo reglas de vuelo visual (VFR por sus siglas en inglés) con nueve personas a bordo. Toda la tripulación fallece. El ejercicio consistía en practicar que el avión volara con un motor apagado y la hélice en bandera.
- El 4 de septiembre de 1963, sin autorización, el piloto del vuelo 306 de Swissair, un Caravelle que llevaba setenta y cuatro pasajeros, y que tenía seis taxis del equipo de tierra que examinaban la niebla, a medio camino, a lo largo de la pista del aeropuerto de Zúrich. Vuelve al comienzo de la pista y apaga el motor. Diez minutos más tarde el avión se estrella, matando a todos a bordo. Durante su ascenso inicial, los testigos dicen haber visto salir humo de uno de los motores. La investigación subsiguiente estableció que al frenar durante la maniobra, el piloto recalentó un neumático, haciéndolo estallar, lo que dañó una línea de distribución de combustible, lo que comenzó el fuego que condujo en última instancia a la pérdida del control del avión.
- El 10 de febrero de 1967, un Convair CV-440 choca con una montaña cubierta por una nube, provocando la muerte de los cuatro tripulantes.
- El 21 de febrero de 1970, una bomba a bordo de un Convair CV-990 destruye el avión nueve minutos después del despegue del aeropuerto de Zúrich, el avión iba con destino a Tel Aviv. Hubo cuarenta y siete muertos.
- El 6 de septiembre de 1970, un DC-8 de Swissair (HB-IDD) es secuestrado en Europa.
- El 8 de octubre de 1979, un McDonnell Douglas DC-8 aterriza bajo "condiciones adversas" en el Aeropuerto Internacional de Hellinikon, yéndose más allá de la pista y matando a catorce pasajeros. El avión aterrizó a una velocidad demasiado alta y demasiado lejos de la pista como para que los pilotos hubieran podido frenar.
- El 2 de septiembre de 1998, el Vuelo 111 de Swissair un McDonnell Douglas MD-11 de Swissair (HB-IWF) que viajaba de Nueva York a Ginebra, se estrella en Nueva Escocia, al sudoeste del Aeropuerto Internacional de Halifax. El accidente dejó doscientos quince pasajeros muertos, además de los catorce tripulantes. A este avión se le había adaptado un sistema de entretenimiento en primera clase que no venía de fábrica; el recalentamiento de los cables del dicho sistema, junto con un material inflamable, causaron un incendio que se originó detrás de la cabina haciendo que el avión se estrellara. La instalación se había certificado de acuerdo a la reglamentación estadounidense.